# Рёбу синто
Рёбу синто (яп. 両部神道 Рё:бу синто:) — религиозная школа сочетающая в себе синтоизм и буддизм, зародившаяся в период Хэйан. Традиционно считается, что в основном рёбу синто обязано своим существованием школе Сингон. Однако, в разработке этой доктрины принимали участие и монахи школы Тэндай. Их влияние было решающим с конца периода Хэйан до первой половины периода Камакура. В дальнейшем влияние Сингона усилилось. Ими был создан ряд текстов излагающих рёбу синто. Их авторство приписывается основателю Сингона, Кукаю.
По сравнению с санно итидзицу синто, учение отличалось большей ролью тайного буддизма, что объясняется большим использованием экзотерических понятий и представлений. Эзотерический буддизм предполагал что полностью передать учение на словах невозможно. Поэтому, в нём широко использовались зрительные образы, в роли которых выступали мандалы. Наибольшей популярностью в Японии пользовались мандалы называемые «Рождение из Сокровищницы Лона Великого Сострадания» и «Мандала Алмазного Мира». В рёбу синто первая из них отождествлялась с внутренним святилищем Исэ, а вторая — с внешним. Как и мандалы, два святилища почитались двумя аспектами просветления, в конечном счете неотличимыми друг от друга. До рёбу синто богиня внешнего святилища Тоёукэ была лишь кухаркой при почитавшейся во внутреннем святилище Аматэрасу. Однако, теперь они оказывались равноправными партнерами, поэтому доктрина была с радостью воспринята священниками внешнего святилища. Впоследствии эта концепция вылилась в создание ватараи синто.